# TRSi
TRSi oder auch Tristar and Red Sector, incorporated ist eine Demoszene-Gruppe.
Sie ist im Jahr 1990 entstanden durch den Zusammenschluss der beiden Gruppen Tristar und Red Sector. Letztere war anfangs auch im Warez/Cracker-Bereich aktiv.
TRSi setzt sich aus einer Vielzahl von Programmierern, Grafikern und Musikern zusammen.
Die Gruppe ist bekannt geworden durch viele Intros und Demos, die für den C64 und Amiga programmiert wurden. Aus diesem Bekanntheitsgrad resultierte die kommerzielle Veröffentlichung des DataBecker-Demomakers.
Es gibt aber auch Veröffentlichungen für den PC und sogar für Spielkonsolen wie Sony PlayStation, Nintendo 64 oder Xbox 360.
Zudem etablierte sich Mitte der 1990er Jahre mit TRSi Recordz ein eigenes Recordlabel daraus, welches jedoch nicht mehr existiert.
Beispiele für Demoproduktionen sind unter den nachfolgenden Weblinks zu finden.